# 大村甸站
大村甸站是位于湖南省永州市祁阳县大村甸镇的一个铁路车站，邮政编码426175。车站建于1938年，有湘桂铁路经过该站，现仅办理货运，不办理客运业务，车站及其上下行区间均未电气化。车站距离衡阳站105公里，隶属广铁集团，是四等站。